# Нуора
Нуора (также Стрекаловка, устар. Нуорда) — река в Жиганском районе Якутии, левый приток реки Лены.
Длина реки — 69 км, площадь водосборного бассейна — 1110 км². Образуется слиянием истоков: Алы-Нуора слева, длиной 20 км и Бестях-Нуора, длиной 28 км, справа, на высоте 82 м. У реки 5 значительных притоков, впадает в Лену на северной окраине села Жиганск, на расстоянии 754 км от устья.

## Притоки
Все заметные притоки впадают в Нуору по левому берегу:
- Капитон — в 6,1 км;
- Поварня — в 9,6 км по левому берегу;
- Аппаян — в 42 км[6];
- Дямнах — в 48 км[6];
- Бестях-Сала — в 56 км[5].

По данным государственного водного реестра России относится к Ленскому бассейновому округу. Код водного объекта — 18030900112117500006487.